# ジェイ・プリツカー
ジェイ・アーサー・プリツカー（Jay Arthur Pritzker、1922年8月26日 - 1999年1月23日）は、アメリカ合衆国の実業家である。兄弟とともに、世界的なホテルグループであるハイアットを創業した。

## 若年期と教育
プリツカーはイリノイ州シカゴで1922年8月26日にウクライナ系ユダヤ人の家庭に生まれた。祖父は1881年にウクライナ・キエフ近郊のシュテットルからシカゴに移り住んだ。父はエイブラム・ニコラス・プリツカー、母はファニー・ドッペルト(Fanny Doppelt)であり、ジェイは3人兄弟の長男だった。弟はロバートとドナルドである。
14歳でシカゴ大学に入学し、ノースウェスタン大学で1941年に学士号、1947年に法学博士の学位を取得した。第二次世界大戦中はアメリカ海軍航空隊に飛行士として従軍した。

## キャリア
父エイブラムはその弟ジャックとともにシカゴを拠点とする不動産投資業を営んでいたが、エイブラムの息子たちは、それを引き継いで発展させた。ジェイは弟のロバートとともに、約60社を買収してマーモン・グループを構築した。また、1957年に弟のドナルドとともに買収したロサンゼルスの1軒のホテルから、ハイアットホテルチェーンに発展させた。1983年、その前年に破産したブラニフ航空の残存資産を買い取って同名の航空会社として再度運航を開始させたが、1989年に運航停止した。
1982年、チケット販売会社のチケットマスターを買収し、その事業を拡大させた。1993年、株式の80%をポール・アレンに3億2500万ドル以上で売却した。

## 賞と栄誉

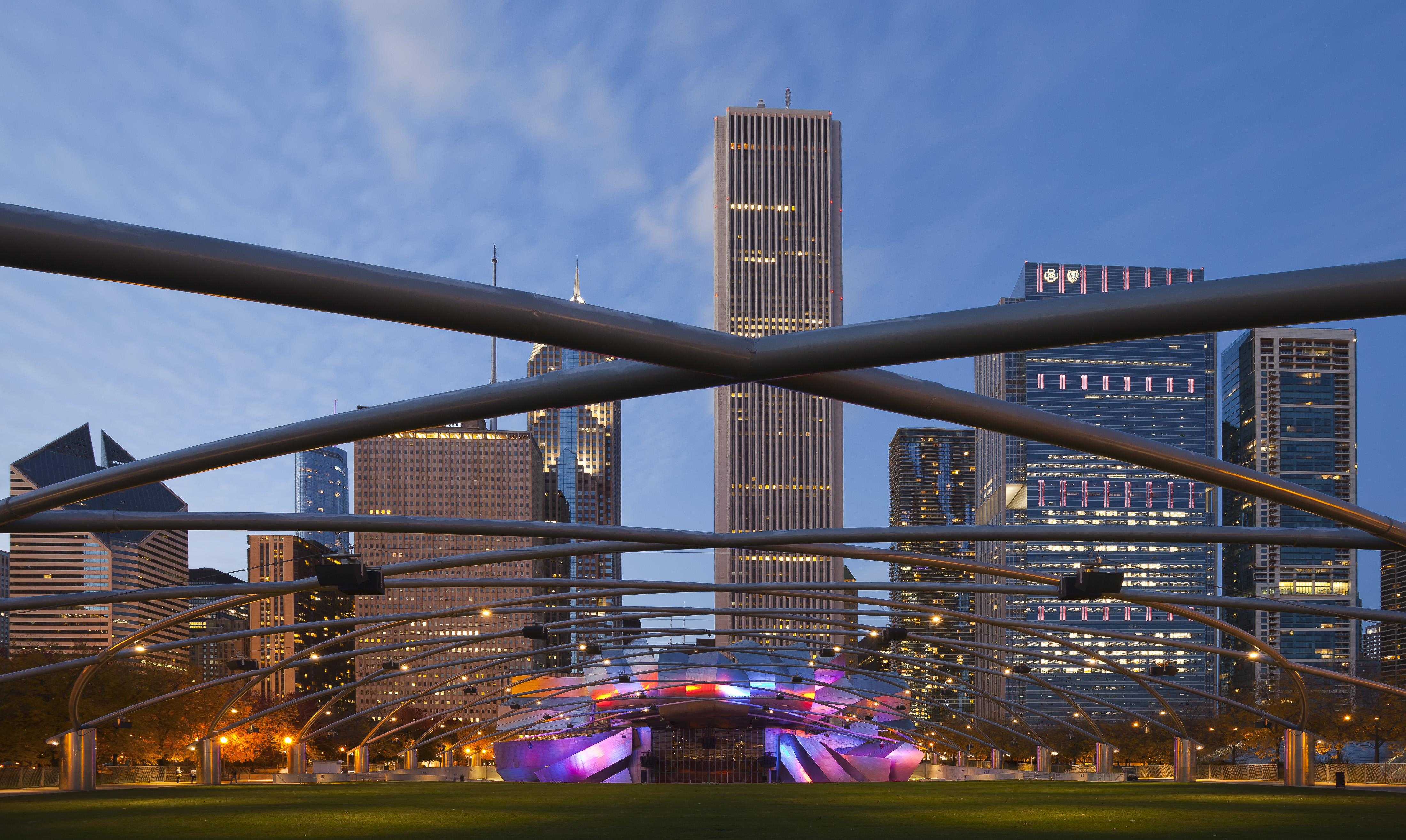
ジェイ・プリツカー・パビリオン（イリノイ州シカゴ）

1979年にプリツカー賞を設立し、建築界における権威ある賞となった。
1979年、アカデミー・オブ・アチーブメントのゴールデンプレート賞を受賞した。
1996年、妻とともに国立建築博物館の栄誉賞を受賞した。
死後の2004年、シカゴのミレニアム・パークに建設されたフランク・ゲーリー設計のコンサートホールは、ジェイ・プリツカー・パビリオンと名付けられた。

## 私生活
プリツカーは、イリノイ州上訴裁判所判事ヒューゴ・フレンドの娘のマリアン・”シンディ”・フレンド(Marian "Cindy" Friend)と結婚し、亡くなるまで51年間をともにした。2人の間には、以下の5人の子供がいる。
- ナンシー・プリツカー (1948 - 1972) - 24歳で自殺した。シカゴ大学プリツカー医学部は、彼女の名前に因んで改称されたものである[17]。
- トーマス・プリツカー（英語版） (1950 - ) - ハイアット財団会長、マーモン・ホールディングス会長、ロイヤル・カリビアン・グループ（英語版）（ロイヤル・カリビアン・インターナショナルの親会社）取締役、プリツカー財団理事を務めた[16]。
- ジョン・プリツカー（英語版） (1953 - ) - プライベート・エクイティ・ファンドのジオロ・キャピタル(Geolo Capital)を運営し、ホテル、娯楽、健康関連企業を中心に投資を行っている。2010年、ホテルチェーンのジョワ・ドゥ・ヴィーヴル・ホスピタリティ（英語版）の株式の過半数を買収した[16]。
- ダニエル・プリツカー（英語版） (1959 - ) -  音楽家、映画製作者。ジェイ・プリツカー財団理事を務めた。タフツ大学などの支援を行っている[16]。ジェリー・ガルシアが持っていたギター「ウルフ」をオークションで78万9500ドルで購入した。
- ジーン・”ジジ”・プリツカー (1962 - ) - 映画・演劇プロデューサー。映画製作会社・オッド・ロット・エンターテインメントCEOを務める[16]。